# Легка атлетика на Літній універсіаді 2013 — біг на 400 метрів з бар'єрами (жінки)
Змагання з бігу на 400 метрів з бар'єрами серед жінок на Літній універсіаді 2013 у Казані проходили 8-9 липня на стадіоні «Центральний».

## Фінал
| Місце | Спортсменка     | Країна    | Час   | Примітки |
| ----- | --------------- | --------- | ----- | -------- |
| 1     | Анна Тітімець   | Україна   | 54,64 | PB       |
| 2     | Анна Ярощук     | Україна   | 54,77 | SB       |
| 3     | Ірина Давидова  | Росія     | 54,79 | SB       |
| 4     | Сара Веллс      | Канада    | 55,76 |          |
| 5     | Аннері Еберзонн | ПАР       | 57,58 |          |
| 6     | Джессі Барр     | Ірландія  | 57.65 |          |
| 7     | Крістіане Клопш | Німеччина | 57,93 |          |
| 8 !   | Ландрія Баклі   | США       | DNF   |          |